# Bonaventura Rubino
Bonaventura Rubino (* um 1600 in Montecchio bei Bergamo; † 1668) war ein italienischer Komponist und Minorit.

## Leben
Fra Bonaventura Rubino, über dessen Leben nicht mehr bekannt ist, als in den Vorworten seiner Werke steht, war von 1643 bis 1665 Kapellmeister der Kathedrale von Palermo und Mitglied der „Academia degli Accesi“. Mit seinen Kollegen Giovanni Battista Fasolo, Vincenzo Amato und Bonaventura Aliotti gehörte er in der Mitte des siebzehnten Jahrhunderts zu den einflussreichen Gestaltern des Musiklebens Palermos. 1647 verlieh ihm sein Orden den Ehrentitel Magister musices.

## Stil
Rubinos sieben gedruckte Sammlungen entstanden während seines Aufenthaltes in Palermo und wurden bei lokalen Druckern verlegt. Die Werke enthalten alle für den kirchlichen Gebrauch und sakrale Gelegenheiten erforderlichen Kompositionen. Rubino schrieb acht Messen (darunter ein Requiem), etwa 70 weitere Werke für den kirchlichen Gebrauch (Introitus, Psalmen und Magnificat und 47 Motetten). Alle sind mit Orgel-Generalbass versehen. Rubino setzte den Doppelchor in der Form ein, dass in beiden Chören Solisten mitwirkten, oder andererseits, indem er eine Solistengruppe (concertato) einem starken Chor (ripieno) gegenüberstellte. Seine Musik wird oft von zwei Violinstimmen begleitet, vielen Vokalwerken ist eine instrumentale „Sinfonia“ vorangestellt.
Sein Stil ist von Monteverdis „Selva morale e spirituale“ beeinflusst, dies äußerte Rubino im Vorwort zu seinem ersten Werk. Seine Werke sind durchzogen von harmonischer Artikulation, homorhythmische Blöcke wechseln sich ab mit genialen gesetzten Fugen. Die Musik hat eine äußerst intensive Beziehung zum Text und die gelegentlich eingesetzte Chromatik ist intensiv und ausdrucksstark. Der häufige Gebrauch von nicht kirchlichen Bass-Ostinato-Themen, wie der Chaconne oder der Passacaglia, sind besonders charakteristisch. Zum Beispiel ist das „Lauda Ierusalem“ aus der Sammlung von 1655 auf der Grundlage eines Bergamasca-Basses aufgebaut. Das Ergebnis ist ein sehr persönlicher und idiomatischer Stil. In der letzten Dekade seines Lebens gebraucht er, z. B. in den Psalmen von 1658, den sogenannten „Stil moderno“.

## Werke (Auswahl)
Alle Werke entstanden zwischen 1643 und 1665 und bilden ein Gesamtwerk unter dem Titel Tesoro armonico.
- Op. 1: Vespro della Beata Vergine (Palermo, 1645), von diesem Werk fanden sich Exemplare in Bologna und Malta. 1990 erschien das Werk in einem Neudruck.
- Op. 2: Messa, e Salmi A Otto Voci, Concertati nel Primo Choro (Palermo, 1651)
- Op. 3: Il primo libro de motetti concertati a due, tre, quattro, e cinque voci (Palermo, 1651), Martín de León y Cárdenas, dem Erzbischof von Palermo, gewidmet. Ein Exemplar davon befindet sich in der Bibliothek des Brüsseler Konservatoriums.
- La Rosalia guerriera (1652)
- Op. 4: Il secondo libro de mottetti a due, tre, quattro, e cinque voa, con una Messa de morti nelfine a 5 concertata (Palermo, 1653)
- Op. 5: Salmi varii variamente concertati con sinfonie d'obligo et a beneplacito (Palermo, 1655)
- Vespro dello Stellario con Sinfonie ed altri Salmi (Palermo, 1655)
- Op. 6: Salmi concertati a cinque voci (Palermo, 1658)
- Op. 7: Salmi davidici concertati a tre e quattro voci (Palermo, 1658)